# Мельгуновская волость
Мельгуновская волость — административно-территориальная единица в составе Тамбовского уезда Тамбовской губернии Российской Империи. Существовала в 1835—1919 годах. Волостной центр — село Мельгуны. Ныне территория Мордовского района Тамбовской области России.

## История
Мельгуновская волость была образована в составе Усманского уезда Тамбовской губернии в 1835 году. Тогда этими землями управлял князь Пётр Михайлович Волконский.
С 1873 года волость отнесли к Покровско-Марфинскому стану Тамбовского уезда. В 1897 году к волости было присоединено село Политово (ныне Михайловка).

## Состав
На год образования (1835) в составе волости сёла: Мельгуны, Песчанка, Шульгино, Ахматово, Никольское.
На 1897 год в волость входили: село Мельгуны (Ново-Покровское), Песчанка, Шульгино (Малые Мельгуны), Ахматово (Большой Хутор), Никольское, Михайловка (Политово).

## Население
В волости на 1897 г. проживало 5 689 человек, в том числе по населённым пунктам:
- Мельгуны (Ново-Покровское) — 1 422 чел.
- Песчанка — 183 чел.
- Шульгино (Малые Мельгуны) — 1 186 чел.
- Ахматово (Большой Хутор) — 995 чел.
- Никольское — 377 чел.
- Михайловка (Политово) — 1526 чел

## Инфраструктура
В волости на 1897 г. числилось 3 земские школы.
Личное подсобное хозяйство с зоной сельскохозяйственного использования, индивидуальная застройка усадебного типа.
Основа экономики — сельское хозяйство.